# ぎぃ子
ぎぃ子（ぎぃこ、1991年1月20日 - ）は、日本の女優。
兵庫県尼崎市出身。京都造形芸術大学芸術学部映画学科俳優コース卒業。CRG所属。

## 人物
スリーサイズはB86、W64、H88。靴のサイズは23cm。
趣味・特技はダンス、夜中の散歩、動物鑑賞。
好きな食べ物はたこ焼き、寿司、牛タン。

## 出演

### 映画
- カミハテ商店（2012年11月10日） - 水原えり 役
- 雲のゆくさき（2012年[注 2]）
- ピンクとグレー（2016年1月9日）
- エミアビのはじまりとはじまり（2016年9月3日）
- だれかの木琴（2016年9月10日）
- ウィッチ・フウィッチ（2018年2月24日） - カリン 役
- アルキメデスの大戦（2019年7月26日）
- アイムクレイジー（2019年8月24日）
- 寝ても覚めても（2018年9月1日）
- サンキューフォーカミング（2020年2月15日） - 主演・芽衣 役
- 子どもたちをよろしく（2020年2月29日） - 朋美 役
- 劇場（2020年7月17日）
- ロックンロール・ストリップ（2020年8月14日） - 赤星マキ 役
- 妖怪人間ベラ（2020年9月11日）
- わたしのお母さん（2022年11月11日） - 勝の妻 役[4]
- 天上の花（2022年12月9日）
- 二人静か（2023年11月4日） - 主演・莉菜 役[5]
- ふたりの傷跡（2023年12月2日） - 担任教師 役[6]
- 35年目のラブレター（2025年3月7日） - 美紀 役[7]
- 劇場版 それでも俺は、妻としたい（2025年5月30日） - ミハル 役[8]

### 短編映画
- 世田谷ラブストーリー（2015年）
- ALMA（2015年） - Aina 役
- 休日（2015年）
- 聖LOVELOVE学園COMEDY科（2015年） - 西園寺茜 役
- 観覧車の下で会いましょう ～人生は観覧車のよう～（2017年）
- Chime（2024年） - 立花宏子 役[9]

### テレビドラマ
- ナポレオンの村 第6話（2015年9月13日、TBS）
- 連続ドラマW「平成猿蟹合戦図」第1話・第2話（2015年11月15日・22日、WOWOW） - ゲームセンターにいつも居るカップル 役
- ワカコ酒 Season2 第7話（2016年2月19日、BSジャパン）
- 先に生まれただけの僕 第6話・第7話・最終話（2018年11月18日・25日・12月16日、日本テレビ） - 甘味処店員 役
- anone 第3話（2018年1月24日、日本テレビ）
- 西村京太郎サスペンス 十津川警部シリーズ「浜名湖殺人ルート」（2018年12月10日、TBS） - 木元あやか 役
- 連続テレビ小説 まんぷく 第129話 - 最終話（2019年3月5日 - 3月30日、NHK） - 戸塚洋子 役
- 離婚なふたり（2019年4月5日・12日、テレビ朝日）
- 東京独身男子 第4話（2019年5月11日、テレビ朝日）
- 電影少女 -VIDEO GIRL MAI 2019- 最終話（2019年6月28日、テレビ東京）
- ケイジとケンジ〜所轄と地検の24時〜（2019年1月16日 - 3月12日、テレビ朝日） - 大野純 役
- ケイジとケンジ、時々ハンジ。（2023年4月13日 - 6月8日、テレビ朝日） - 大野純 役
- それでも俺は、妻としたい 第3話・第4話・第8話（2025年1月26日・2月2日・3月2日、テレビ大阪・BSテレビ東京） - ミハル 役[10]

### 配信ドラマ
- 火花 第1話（2016年6月3日 - 、Netflix）
- しろときいろ ～ハワイと私のパンケーキ物語～ 第8話（2018年3月9日 - 、Amazonプライム・ビデオ）
- 東京ラブストーリー（2020年4月29日 - 6月3日、FOD / Amazonプライム・ビデオ） - 木村 役[11]
- 劇団競泳水着リモートドラマシリーズ #23時の待ち合わせ「彼氏面接」（2020年5月5日 - 、YouTube）

### 舞台
- 花ちりぬ（2011年9月9日 - 13日、京都造形芸術大学 高原校舎Bスタジオ / 2012年2月18日 - 19日、宮川町歌舞練場） - 吉彌 役
- 遭難、（2012年5月26日 - 27日、人間座スタジオ）
- 幕末スープレックス（2012年9月21日 - 23日、HEP HALL / 10月4日 - 8日、ザムザ阿佐谷）
- コノハナ・アドベンチャー2（2013年3月22日 - 4月1日）
- モータプール（2013年5月24日 - 26日、AI・HALL / 6月7日 - 9日、アサヒ・アートスクエア）
- 許して欲しいの（2014年2月19日 - 24日、高田馬場ラビネスト） - 花森汐莉 役
- 海の夫人（2014年12月4日 - 7日、シアター風姿花伝）
- ゴールデン街☆青春酔歌 ～オヤジん夢は夜ひらく～（2015年7月29日 - 8月2日、SPACE 雑遊） - 緒方茜 役
  - ゴールデン街☆青春酔歌 ～オヤジん夢は夜ひらく2017～（2017年7月26日 - 31日、新宿シアターモリエール）
- 哀しい夢すら、忘れてしまう（2017年10月4日 - 10日、APOCシアター）
- みんなの捨てる家。（2018年2月15日 - 25日、シアター711）[12]

### ラジオドラマ
- サタデードラマハウス「可憐なオトメ」（2017年11月5日 - 26日、JFN） - エンジェル / 須賀万智 役[13]
- 妄想ヴォイスシアター「溶けない世界と、」（2020年8月21日 - 、SPINNER）[14]

### CM
- タウンワーク「TOWN WORKERS」第3話（2014年）
- ルミネ（2016年）
- 荏原製作所（2017年）
- プレナス ほっともっと（2017年）
- Google アシスタント（2018年）
- キャセイパシフィック航空（2018年）
- ナースファン（2019年）

## 受賞歴
- 門真国際映画祭2018 舞台映像部門 最優秀主演女優賞（『みんなの捨てる家。』）